# Radio Castellón
Radio Castellón es la emisora de radio que la Cadena SER tiene en la ciudad de Castellón (España). Su sede se encuentra en la calle José Mª Guinot Galán, 5.
A su vez la Cadena Ser pertenece al grupo empresarial Unión Radio que es un grupo radiofónico participado mayoritariamente por el grupo español PRISA y que posee la emisora generalista Cadena SER, las radiofórmulas Los 40 Classic, Los 40, Cadena Dial y Los 40 Urban y la cadena temática de ámbito catalán Ona FM. Es también accionista mayoritario del Grupo Latino de Radio, que gestiona varias emisoras en América Latina. Con 1.235 emisoras, entre propias y asociadas, y 28 millones de oyentes, es el mayor grupo de radio en los mercados de habla española.
Radio Castellón SER también agrupa alguna de las principales radiofórmulas del país: LOS40 Classic Castellón, LOS40 Castellón, DIAL Castellón y LOS40 Urban Castellón.

## Equipo Directivo
- Director: Jesús López
- Director Comercial: Benjamín Belloví
- Jefe de Deportes: Xavi Sidro
- Coordinadora Emisoras Musicales: Laura García
- Jefe de Sistemas: Daniel Cañada

## Frecuencias
| Emisora                                   | Frecuencia |
| SER Radio Castellón (onda media)          | 1521 AM    |
| SER Radio Castellón (frecuencia modulada) | 91.2 FM    |
| LOS40 Classic                             | 105.8 FM   |
| LOS40                                     | 94.8 FM    |
| Cadena DIAL                               | 97.1 FM    |
| LOS40 Urban                               | 105.1 FM   |